# Patrick Desbois
Patrick Desbois (Chalon-sur-Saône, 26 giugno 1955) è un presbitero cattolico francese. È professore alla facoltà "Centro della civiltà ebraica" della Università di Georgetown. Dal 1999 al 2016 ha ricoperto anche il ruolo di direttore del Comitato episcopale per le relazioni cattolico-giudaiche della Conferenza episcopale di Francia. Direttore del Servizio nazionale dei vescovi francesi per le relazioni con l'ebraismo  e consulente del Vaticano, Desbois è soprattutto noto come presidente dell'associazione Yahad-In Unum, che conduce ricerche in Ucraina, Russia, Moldavia, Bielorussia, Estonia, Lituania e Lettonia «ma anche in Romania e in parte in Polonia» sulle vittime ebree e ROM delle Einsatzgruppen durante la seconda guerra mondiale

## La ricerca sulla prima fase della Shoah ovvero: l'Olocausto dei proiettili

### Come nasce la ricerca di Desbois
Desbois dà inizio alla ricerca sulla prima fase dell'Olocausto degli ebrei riguardante le uccisioni mediante i proiettili nel 2002. Fino a quel momento nessun studioso della Shoah aveva mai approfondito quell'aspetto misconosciuto dell'Olocausto. Nipote di un deportato nel campo di concentramento di Rava-Rus'ka in Ucraina, sarà proprio per conoscere i particolari inerenti a quella deportazione che inizierà a indagare sulla sorte di suo nonno e degli ebrei dell'Est eliminati dai nazisti con sistematiche uccisioni itineranti soprattutto mediante fucilazione, dedicando sei anni di ricerche alle uccisioni avvenute nella sola Ucraina. Desbois «oggi è ritenuto la maggiore autorità storica sulla materia» avendo mappato migliaia di luoghi di uccisioni dell'Est Europa avvenute all'aperto e riguardanti soprattutto ebrei uccisi di qualsiasi età, stato sociale e sesso, oltre anche ai ROM. Ammucchiati e stipati in grandi fosse comuni e anonime i corpi senza vita venivano quindi seppelliti con l'intento di occultare le prove di quei massacri al mondo esterno.
Questa prima fase, come rilevò anche lo storico Raul Hilberg, oltre a «una differenza cronologica» rispetto a quella che avverrà in seguito nei campi di sterminio, consisteva che «nel primo caso [olocausto dei proiettili] i carnefici inseguono le loro vittime, mentre nel secondo [Olocausto nei campi di sterminio] esse vengono condotte davanti ai loro assassini».

Il metodo criminale dell'omicidio mediante colpi di fucili, ma a volte anche di pistola, fu «[...] utilizzato per tutta la durata dell'Olocausto nell'Est», e questo indipendentemente da quanto fosse il numero delle vittime, sia che si trattasse di singoli ebrei o di intere famiglie, sia che si trattasse di diverse migliaia di ebrei di una grande città, per cui un metodo sistematico di eliminazione che ebbe un ruolo principale nella Shoah degli ebrei d'Europa.

Il lavoro di Desbois tramite l'organizzazione "Yahad in Unum" di cui è presidente, si prefigge quattro importanti obiettivi: 
- Identificare tutti i luoghi dell' "Olocausto dei proiettili" e gli ebrei che furono uccisi, a parte quelli assassinati nei campi.
- «Fornire le prove di tali esecuzioni di massa per poter rispondere ai negazionisti dell'Olocausto».
- Rispettare con la Memoria questi luoghi di sepoltura di massa consentendone la conservazione.
- Diffondere e aiutare ad applicare le lezioni universali sul genocidio derivati dal lavoro compiuto dal "Yahad in Unum" tramite il suo documentato "centro risorse".

### Risultati della ricerca

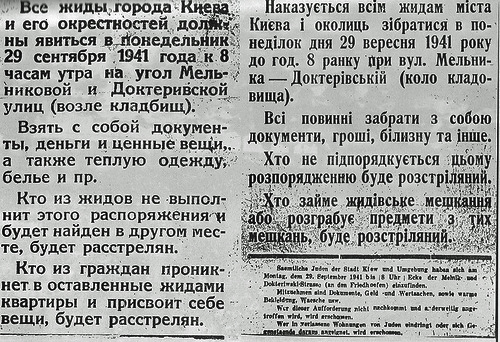
Manifesto del 28 settembre 1941 in tre lingue (russo, ucraino e tedesco) con cui si ordina a tutti gli ebrei di Kiev di radunarsi alle ore 8 del 29 settembre 1941 nel luogo designato nella città di Kiev.

Lo sterminio di massa degli ebrei d'Europa comprende due diverse operazioni e fasi: La prima coincide con l'invasione dell' Unione Sovietica il 22 giugno 1941. Gli Einsatzgruppen che seguono le forze armate tedesche avevano il preciso compito di eliminare «i commissari politici e la popolazione ebraica».
Secondo le direttive ricevute dai capi nazisti la regola doveva essere: "un corpo una pallottola" per ogni massacro itinerante compiuto da questi uomini sotto il controllo di Reinhard Heydrich. Poco tempo dopo questa fase, «comincerà la seconda grande operazione.che porta al trasferimento da tutta Europa degli ebrei nei centri di sterminio, appositamente predisposti». E infatti il campo di sterminio di Chelmno sarà operativo già dall' 8 dicembre 1941; il campo di sterminio di Sobibor fu costruito a partire da marzo 1942 e nello stesso mese entra in funzione anche il campo di sterminio di Belzec; il campo di sterminio di Treblinka sarà attivo qualche mese dopo e precisamente da luglio 1942. Auschwitz Birkenau funzionerà come centro di sterminio già dai primi mesi del 1942..
La ricerca di Desbois riguarda la prima fase dell'Olocausto, ovvero lo sterminio itinerante di migliaia di ebrei in diversi paesi dell'Est. 
(Da una intervista di Desbois sulle esecuzioni di ebrei proposte come "spettacolo" da far vedere ai propri figli)
.
Il numero totale dei siti di esecuzione localizzati fino a luglio 2024 da Yahad-In Unum sono 3300. Di questi, 2051 e le loro schede sono in parte consultabili in un'apposita mappa interattiva resa disponibile online.

Mappe, fotografie, testimonianze, interviste e migliaia di documenti sono il risultato della ricerca sistematica che Desbois e i suoi collaboratori hanno condotto sulla prima fase dell'Olocausto viaggiando di villaggio in villaggio nei diversi paesi dell'Est Europa.
Patrick Desbois stima in un milione e mezzo gli ebrei fucilati nella sola Ucraina durante la seconda guerra mondiale, e fino a 2,2 milioni il totale generale degli eliminati in tutti i paesi dell'Est.

## Museo del Holocausto di Città del Guatemala
Voluto da Desbois e realizzato da Yahah in Unum, nel 2016. è stato inaugurato in Guatemala e precisamente nella capitale Città del Guatemala il Museo del Holocausto di Città del Guatemala che di fatto è «l’unico museo dedicato all’Olocausto dell’America Centrale». Marco Gonzalez, il direttore esecutivo di Yahad in Unum, ha precisato lo scopo che il museo si propone di realizzare asserendo «che insegnare quali siano le conseguenze dell’indifferenza può essere di fondamentale importanza per produrre un cambiamento in società violente» visto che anche il Guatemala negli anni 80 ebbe un genocidio durante la guerra civile in cui «circa 200.000 indigeni furono assassinati dalle forze governative in sparatorie di massa».Ha inoltre dichiarato che la ricerca per "l'Olocausto dei proiettili" permette di indagare anche su altre uccisioni di massa recenti: «Tracciamo molti parallelismi con il modo in cui i guatemaltechi sono stati uccisi e con il modo in cui gli Einsatzgruppen e i nazisti hanno ucciso gli ebrei e i rom nell'Europa orientale».

## Premi e riconoscimenti
Diversi i riconoscimenti e i premi ricevuti da Patrick Desbois per i suoi saggi sull'Olocausto, sia per il suo impegno nel favorire un dialogo fra cattolici ed ebrei ma anche per l'impegno della sua organizzazione Yahad-In Unum nel scoprire tutti i luoghi di uccisioni dell'Olocausto dei proiettili.
- 1 maggio 2007: Desbois viene premiato dall'American Jewish Committee con il "Jan Karski Award" per i suoi "sforzi nell'identificare le fosse comuni delle vittime ebree della Shoah" e "la sua dedizione nel promuovere la comprensione tra cristiani ed ebrei".[21]
- 4 maggio 2008: Il rabbino David Ellenson consegna a Desbois il Premio Roger E. Joseph a New York.[22]
- 7 maggio 2008: In occasione dell'annuale cena di tributo nazionale, il Simon Wiesenthal Center di Los Angeles consegna a Desbois la Medaglia al Valore Ebraico per il suo impegno a favore della tolleranza e della cooperazione religiosa.[23][24]
- 12 giugno 2008: Riceve la Légion d'honneur per il suo lavoro sull'Olocausto.[25]
- 9 ottobre 2008: Riceve il premio Shofar of Freedom.[26]
- 2008: Ha vinto il National Jewish Book Award per "The Holocaust by Bullets: A Priest's Journey to Uncover the Truth Behind the Murder of 1.5 Million Jews".[27]
- 12 maggio 2009: dottorato honoris causa dall'Università Bar-Ilan in Israele.[28]
- 2008: Destinatario del National Jewish Book Award del Jewish Book Council.[29]
- 7 giugno 2009: dottorato honoris causa dell'Università Ebraica in Israele.[30]
- 16 maggio 2012: dottorato honoris causa dalla Università di New York negli Stati Uniti.[31]
- 3 maggio 2013: dottorato honoris causa dall'Università di Winnipeg in Canada.[32]
- 2013: Premio al coraggio morale LBJ dal Museo dell'Olocausto di Houston.[33]
- 4 marzo 2014: Premio Award dal Consiglio rappresentativo delle istituzioni ebraiche francesi (Conseil Représentatif des Institutions juives de France).[34]
- 21 maggio 2015: dottorato honoris causa dal Jewish Theological Seminary of America negli Stati Uniti.[35]
- 28 aprile 2017: dottorato honoris causa dal St. Francis College negli Stati Uniti.[36]
- 24 ottobre 2017: Premio Tom Lantos per i diritti umani dalla Fondazione Lantos.[37]
- 8 novembre 2018: Premio della Anti-Defamation League in occasione dell'ADL In Concert Against Hate.[38]
- 26 marzo 2019: Premio Raphael Lemkin per il lavoro esemplare nella lotta contro il genocidio, in onore della sua dedizione alle indagini e alla denuncia dei crimini di genocidio in tutto il mondo da parte del Congresso ebraico mondiale e della Missione permanente del Ruanda presso le Nazioni Unite.[39]
- 25 gennaio 2023: Premio Annetje Fels-Kupferschmidt dal Comitato olandese per Auschwitz.[40]
- 12 giugno 2023: Ordine al Merito della Repubblica Federale di Germania con Croce al Merito di 1ª Classe.[41]
- 5 febbraio 2024: Premio "Eternal Flame" del Centro Ackerman per gli Studi sull'Olocausto, Università del Texas a Dallas.[42]

## Mostre
- Parigi 2007, La Shoah par balles, Mémorial de la Shoah dal 20 giugno 2007 al 6 gennaio 2008[43][44]

## Opere
- Patrick Desbois con prefazione di Frediano Sessi e traduzione di Carlo Saletti, «Fucilateli tutti!» - La prima fase della Shoah raccontata dai testimoni, Venezia, Marsilio Editori, 2009, ISBN 978-88-3179-680-4.
- (EN) Patrick Desbois e Costel Nastasie, The Terrorist Factory: ISIS, the Yazidi Genocide, and Exporting Terror, New York, Skyhorse Publishing, 2018, ISBN 978-16-2872-946-7.
- (EN) Patrick Desbois e Andrej Umansky, In Broad Daylight: The Secret Procedures Behind the Holocaust by Bullets, New York, Arcade Publishing, 2018, ISBN 978-16-2872-857-6.
- (FR) Patrick Desbois, Porteur de mémoires, Parigi, Flammarion, 2009, ISBN 978-20-8122-4766.
- (EN) Patrick Desbois e Paul A. Shapiro, The Holocaust by Bullets: A Priest's Journey to Uncover the Truth Behind the Murder of 1.5 Million Jews, New York, St. Martin's Press, 2008, ISBN 023-0-60-6172.